# Deleornis
Deleornis är ett fågelsläkte i familjen solfåglar inom ordningen tättingar. Släktet omfattar endast två arter som förekommer i västra och centrala Afrika:
- Gråhuvad solfågel (D. axillaris)
- Mossgrön solfågel (D. fraseri)